# Myiothlypis signata
La reinita paticlara, arañero ceja amarilla o chiví de patas pálidas (Myothlypis signata) es una especie de ave paseriforme de la familia Parulidae propia de América del Sur. Se encuentra en Argentina, Bolivia, Colombia y Perú.

## Hábitat
Vive en el nivel inferior del bosque montano y bordes de bosque con arbustos, de la vertiente oriental de los Andes, entre los 2.000 y 2.800 m de altitud.

## Descripción
Mide 13,5 a 14 cm de longitud. El plumaje de las partes superiores es verde oliva y el de las partes inferiores amarillo brillante. Presenta cejas amarillas y corona oliva. Patas color rosado amarillento. Pico negro.